# 施内肯豪森
施内肯豪森是德国莱茵兰-普法尔茨州的一个市镇。总面积3.72平方公里，总人口600人，其中男性321人，女性279人（2011年12月31日），人口密度161人/平方公里。